# Jeff Danna
Jeff Danna est un compositeur canadien né en 1964 à Burlington (Ontario).

## Filmographie

### Cinéma

#### Longs métrages

##### Années 1980 et 1990
- 1989 : Cold Comfort de Vic Sarin
- 1990 : Still Life de Graeme Campbell
- 1991 : The Big Slice de John Bradshaw
- 1998 : La Ferme - une comédie bio (en) (At Sachem Farm) de John Huddles
- 1999 : Les Anges de Boston (The Boondock Saints) de Troy Duffy
- 1999 : New Blood de Michael Hurst

##### Années 2000
- 2001 : Green Dragon de Timothy Linh Bui
- 2001 : Criss Cross de Sam Firstenberg
- 2001 : Othello 2003 (O) de Tim Blake Nelson
- 2001 : Reversal de Alan Vint
- 2002 : The Kid Stays in the Picture (documentaire) de Nanette Burstein et Brett Morgen
- 2002 : Easter de Richard Caliban
- 2003 : Kart Racer de Stuart Gillard
- 2003 : The Visual Bible: Gospel of John de Philip Saville
- 2003 : Spinning Boris de Roger Spottiswoode
- 2004 : Resident Evil: Apocalypse de Alexander Witt
- 2005 : Tideland de Terry Gilliam de Terry Gilliam (composé avec Mychael Danna)
- 2005 : Mr. Ripley et les Ombres (Ripley Under Ground) de Roger Spottiswoode
- 2006 : Silent Hill de Christophe Gans
- 2007 : Chicago 10 de Brett Morgen
- 2007 : La Faille de Gregory Hoblit (composé avec Mychael Danna)
- 2007 : Les Histoires Merveilleuses - Vis Tes Rêves (Disney Princess Enchanted Tales: Follow Your Dreams) (vidéo) de David Block
- 2007 : War and Destiny (Closing the Ring) de Richard Attenborough
- 2008 : Harcelés (Lakeview Terrace) de Neil LaBute (composé avec Mychael Danna)
- 2008 : Mon ami Finn (Finn on the Fly) de Mark Jean
- 2009 : Le Cri du hibou (Cry of the Owl) de Jamie Thraves
- 2009 : L'Imaginarium du docteur Parnassus (The Imaginarium of Doctor Parnassus) de Terry Gilliam (composé avec Mychael Danna)
- 2009 : Formosa Betrayed de Adam Kane
- 2009 : Escroc(s) en herbe (Leaves of Grass) de Tim Blake Nelson
- 2009 : Les Anges de Boston 2 (The Boondock Saints II: All Saints Day) de Troy Duffy

##### Années 2010
- 2010 : The Last Rites of Ransom Pride de Tiller Russell
- 2010 : Repeaters de Carl Bessai
- 2010 : Sophie de Leif Bristow
- 2011 : Thin Ice (The Convincer) de Jill Sprecher
- 2011 : Arena, les gladiateurs de la mort (Arena) de Jonah Loop
- 2012 : The Expatriate (Erased) de Philipp Stölzl
- 2012 : Silent Hill: Revelation 3D (Silent Hill: Revelation 3D) de M.J. Bassett
- 2013 : The Colony de Jeff Renfroe
- 2014 : Bad Country de Chris Brinker
- 2014 : Shock Value de Douglas Rath
- 2015 : Anesthesia de Tim Blake Nelson
- 2015 : Le Voyage d'Arlo (The Good Dinosaur) de Peter Sohn (composé avec Mychael Danna)
- 2016 : Cigognes et compagnie (Storks) de Nicholas Stoller et Doug Sweetland (composé avec Mychael Danna)
- 2016 : Un jour dans la vie de Billy Lynn (Billy Lynn's Long Halftime Walk) d'Ang Lee (composé avec Mychael Danna)
- 2017 : Parvana, une enfance en Afghanistan (The Breadwinner) de Nora Twomey (composé avec Mychael Danna)
- 2019 : La Famille Addams (The Addams Family) de Greg Tiernan et Conrad Vernon (composé avec Mychael Danna)
- 2020 : En avant (Onward) de Dan Scanlon (composé avec Mychael Danna)

#### Courts métrages
- 2008 : Cartwheels de Esther Hegarty
- 2010 : Gaykeith de Leslie Hope

### Télévision

#### Séries télévisées
- 1991-1993 : Un privé sous les tropiques (Sweating Bullets) (32 épisodes)
- 1993-1996 : Kung Fu, la légende continue (Kung Fu: The Legend Continues) (7 épisodes)
- 1996-1997 : Beverly Hills 90210 (8 épisodes)
- 2004-2008 : Miss Spider (25 épisodes)
- 2005-2007 : The Zula Patrol (7 épisodes)
- 2007 : Nimrod Nation (série documentaire)
- 2010-2011 : Babar : Les Aventures de Badou (Babar and the Adventures of Badou) (15 épisodes)
- 2011 : Camelot (10 épisodes)
- 2012-2014 : Continuum (28 épisodes)
- 2014-2016 : Tyrant (32 épisodes)
- 2017 : Alias Grace (mini-série 6 épisodes)
- 2018 : Le trio venu d'ailleurs: Les Contes d'Arcadia (13 épisodes)

#### Téléfilms
- 1992 : Kung Fu, la légende continue (Kung Fu: The Legend Continues) de Jud Taylor
- 1998 : My Own Country de Mira Nair
- 2000 : Un intrus dans la famille (Baby) de Robert Allan Ackerman
- 2002 : The Matthew Shepard Story de Roger Spottiswoode
- 2003 : Mafia Doctor de Alex Chapple
- 2003 : Miss Spider's Sunny Patch Kids de Mike Fallows et Kevin McDonagh
- 2003 : Les Aventuriers des mondes fantastiques (A Wrinkle in Time) de John Kent Harrison
- 2003 : La Prison de glace (Ice Bound: A Woman's Survival at the South Pole) de Roger Spottiswoode